# Simulium flavoantennatum
Simulium flavoantennatum är en tvåvingeart som beskrevs av Rubtsov 1940. Simulium flavoantennatum ingår i släktet Simulium och familjen knott. Inga underarter finns listade i Catalogue of Life.